# 노랑무늬영원속
노랑무늬영원속(학명: Salamandra)은 도롱뇽목 영원과 노랑무늬영원아과에 속하는 양서류 무리로, 6종으로 구성되어 있으며 유럽·북아프리카·서아시아 등지에 분포한다. 관행적으로 도롱뇽으로 불려 왔지만, 분류학적으로는 영원에 더 가깝다.

## 하위 종
- 북아프리카노랑무늬영원 (S. algira)
- 고산도롱뇽 (S. atra)[주해 1]
- 코르시카노랑무늬영원 (S. corsica)
- 근동노랑무늬영원 (S. infraimmaculata)
- 란차고산도롱뇽 (S. lanzai)
- 노랑무늬영원 (S. salamandra)

### 내용주
1. ↑  고산도롱뇽과 란차고산도롱뇽은 영원과에 속하기에 고산영원으로 칭하는 것이 더 옳으나, 이미 고산영원(Ichthyosaura alpestris)이 존재하며 관용적으로 Alpine Salamander라고 불리므로 고산도롱뇽으로 표기한다.